# سارگیس مهرابیان
سارگیس مهرابیان (ارمنی: Սարգիս Մեհրաբյան؛ – ۱۹۴۳) همچنین شناخته شده با نام‌های «فرمانده وارطان»، «وارطان خواناسوری» و «وارطان مهرابیان» فدایی ارمنی و از اعضای فدراسیون انقلابی ارمنی بود.
وی یکی از اعضای بنیانگذار فدراسیون انقلابی ارمنی و دوست نزدیک بنیانگذار این حزب کریستاپور میکائلیان و سیمون زاواریان بود.